# 钯-NHC配合物

[(NHC)Pd(allyl)Cl]络合物。

有机金属化学领域，钯-NHC配合物是一类有机钯化合物，其中钯与N-杂环卡宾（NHC）形成配合物。它们在均相催化中的应用， 特别是交叉偶联反应得到了研究。   

## 合成
钯-NHC配合物的合成遵循合成过渡金属NHC配合物的方法，也可以通过取代Pd-L配合物中的不稳定配体L实现。不稳定的配体包括环辛二烯、二亚苄基丙酮、桥接卤化物或膦。该过程可以与游离卡宾的原位生成结合使用。 Pd-NHC 配合物也可以通过与银-NHC配合物的金属转移来合成。转金属化的NHC可以被分离出来用于随后以两步法与钯反应，也可以在钯存在下通过一锅法反应合成。然而，通过银金属转移生成Pd-NHC配合物成本高昂，并且受到银配合物的光敏性的阻碍。 

## 催化交叉偶联中的钯-NHC配合物
通过使用 N-杂环卡宾配体增强钯催化的交叉偶联反应的效果。钯-NHC配合物已被证明在铃木反应 、根岸偶联反应 、薗頭耦合反應 、熊田偶联反应 、檜山偶聯反應和施蒂勒反应中的作用。与相应的钯-膦催化剂相比，钯-NHC催化剂更快，并且适用更广泛的底物范围，具有更高的周转数。 

### 铃木交叉偶联
在Suzuki-Miyaura 交叉偶联中，传统的偶联物是有机溴化物和有机硼化合物。反应通常使用有机溴化物作为偶联剂，但有机氯化物成本较低，但是C-Cl键反应缓慢成为问题，随着钯-NHC配合物的出现，有机氯化物已成为Suzuki-Miyaura交叉偶联的可行偶联剂。 

### 根岸偶联
在根岸偶联中使用NHC-钯-PEPPSI复合物可以实现高周转次数和周转频率。 此外，NHC-钯复合物可将sp3中心与sp3中心偶联，产率高于无NHC的钯类似物。 然而，尽管如此，目前仍缺乏对钯-NHC配合物及其在根岸偶联中作用的研究。 

### 薗頭耦合反應
用于薗頭耦合反應的钯-NHC配合物具有交叉偶联作用的温度稳定性。 与其他钯-NHC介导的交叉偶联反应一样，使用钯-NHC复合物也具有更高的周转数。 NHC-钯环允许进行无铜的薗頭反应。  

### 赫克反应
在赫克交叉偶联中使用钯-NHC配合物可以与更便宜、供应充足的芳基氯底物反应。 此外，通过调整咪唑环上的1,3取代基，可以提高催化剂在偶联中的活性和稳定性。 